# Dołczanka dwuzarodnikowa
Dołczanka dwuzarodnikowa (Solorina bispora Nyl.) – gatunek grzybów z rodziny pawężnicowatych (Peltigeraceae). Ze względu na współżycie z glonami zaliczany jest do porostów.

## Systematyka i nazewnictwo
Pozycja w klasyfikacji według Index Fungorum: Solorina, Peltigeraceae, Peltigerales, Lecanoromycetidae, Lecanoromycetes, Pezizomycotina, Ascomycota, Fungi.
Nazwa polska według Krytycznej listy porostów i grzybów naporostowych Polski.

## Morfologia
Plecha listkowata, o kształcie rozetkowatym lub nieregularnym. Górna powierzchnia jest gładka, w stanie suchym szara lub brązowa, w stanie wilgotnym zielona. Dolna powierzchnia pilśniowata, brązowa, płowa lub cynamonowa, bez chwytników.
Na górnej powierzchni często występują owocniki. Mają brunatną barwę, średnicę 2–6 mm i są zanurzone w plesze. Ekscypulum bezbarwne. W hymenium występują wstawki. epitecjum o barwie od żółtobrązowej przez pomarańczowobrązową do brązowej. W jednym worku powstają po 2 elipsoidalne lub wrzecionowate, brązowe zarodniki o poprzecznych przegrodach. Mają powierzchnię szorstką i prążkowaną.
Reakcje barwne: wszystkie negatywne.

## Występowanie i siedlisko
Dołczanka dwuzarodnikowa na półkuli północnej jest szeroko rozprzestrzeniona. Występuje głównie w wysokich górach i w tundrze, na północy sięgając po północne wybrzeża Grenlandii i archipelag Svalbard. W Polsce występuje wyłącznie w Tatrach i Karkonoszach. Znajduje się na Czerwonej liście roślin i grzybów Polski. Ma status EN – gatunek wymierający. Do października 2014 r. podlegała w Polsce ścisłej ochronie, po tym terminie została usunięta z listy gatunków chronionych, występuje bowiem wyłącznie na obszarze parków narodowych, gdzie i tak podlega ochronie.
Rozwija się głównie na glebie, próchnicy torfie, na martwych liściach, mszakach, wątrobowcach, skalach, głównie na podłożu wapiennym.